# Georg Müller (Oberamtmann)
Georg Anton Heinrich Müller (* 19. November 1849 in Frankenthal; † 8. August 1897 in Maulbronn) war ein deutscher Verwaltungsbeamter.

## Leben
Georg Müller, Sohn eines Bezirksrichters, besuchte das humanistische Gymnasium in Speyer. Nach dem Abitur studierte er Rechtswissenschaften an der Julius-Maximilians-Universität Würzburg und der Ruprecht-Karls-Universität Heidelberg. 1870 wurde er Mitglied des Corps Rhenania Würzburg. 1875 legte er an der Universität Würzburg das theoretische juristische Examen ab. 1876 wurde er in den württembergischen Staatsdienst übernommen und bestand 1878 die 2. höhere Dienstprüfung. Von 1879 bis 1880 war er stellvertretender Amtmann bei den Oberämtern Rottenburg und Freudenstadt, von 1880 bis 1887 Amtmann des Oberamts Crailsheim, wobei er 1883 die Geschäfte des zweiten Beamten des Oberamts Hall wahrnahm, und von 1887 bis 1889 Amtmann des Oberamts Neckarsulm, wobei er von 1888 bis 1889 Kollegialhilfsarbeiter der Regierung des Neckarkreises in Ludwigsburg war. Von 1889 bis 1890 war er als Sekretär in der Ministerialabteilung für das Hochbauwesen tätig. 1890 wurde er zum Oberamtmann des Oberamts Laupheim ernannt. 1895 wechselte er als Oberamtmann zum Oberamt Maulbronn, wo er bis zu seinem Tod 1897 im Amt blieb.

## Auszeichnungen
- Deutsche Kriegsgedenkmünze